# دينيس شرودر
دينيس مايك شرودر (بالألمانية: Dennis Mike Schröder)‏ مواليد 15 سبتمبر 1993، هو لاعب كرة سلة ألماني يلعب مع فريق بروكلين نتس في الرابطة الوطنية لكرة السلة ويحمل الرقم 17. يبلغ طوله 6 قدم 1 بوصة (1.9 م).

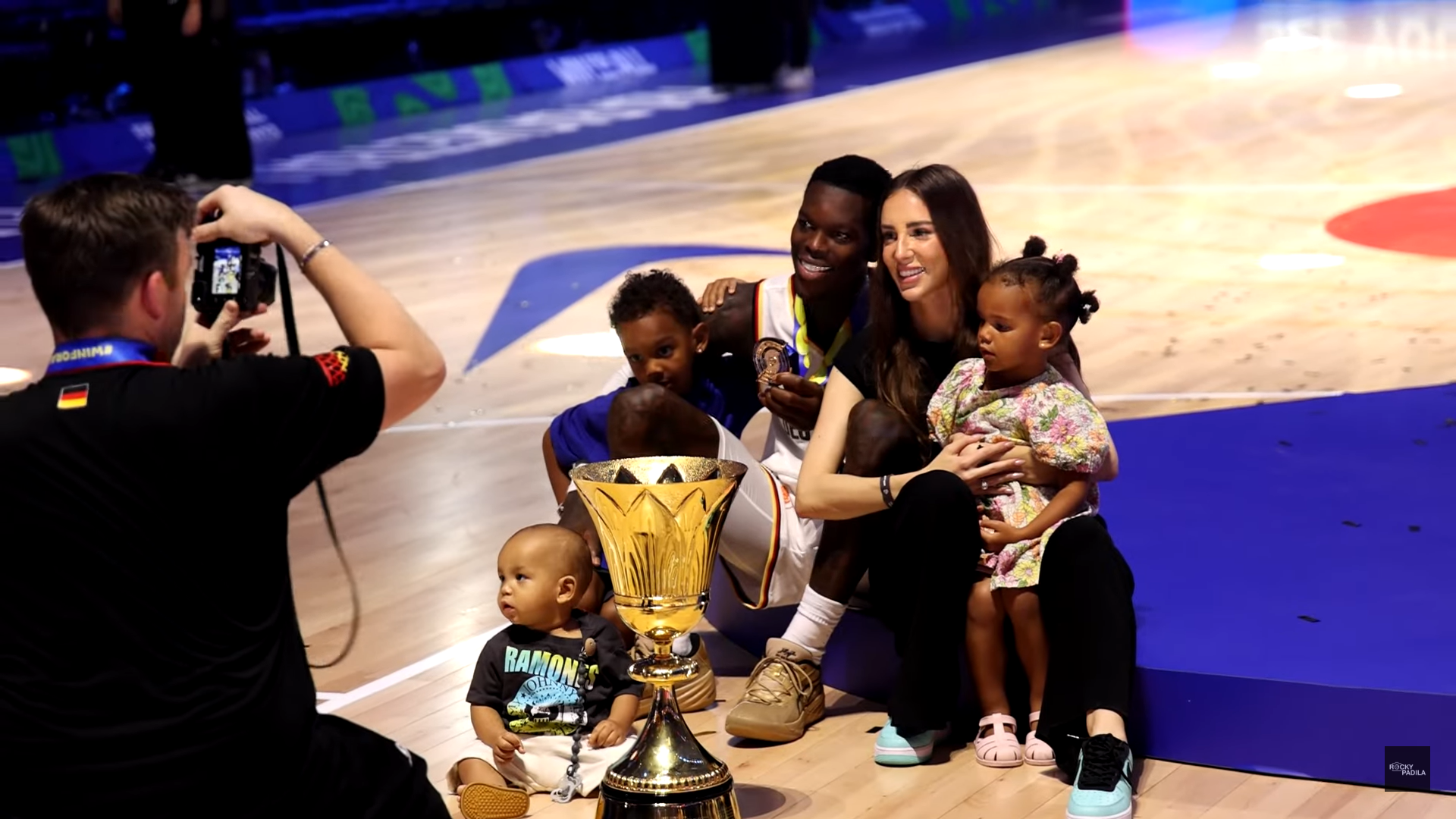
دينيس شرودر مع عائلته بعد الفوز بكأس العالم لكرة السلة 2023

## فرق لعب لها
- أتلانتا هوكس
- لوس أنجلوس ليكرز
- بوسطن سيلتكس

## روابط خارجية
- دينيس شرودر على موقع الاتحاد الدولي لكرة السلة (الإنجليزية)
- دينيس شرودر على موقع إن بي أي (الإنجليزية)
- دينيس شرودر على موقع سبورتس رفرنس (الإنجليزية)
- دينيس شرودر على موقع كرة السلة الأوروبية.كوم (الإنجليزية)
- دينيس شرودر على موقع إي إس بي إن.كوم (الإنجليزية)
- دينيس شرودر على موقع ريلجم (الإنجليزية)
- دينيس شرودر على موقع بروبوليرز (الإنجليزية)
- دينيس شرودر على موقع سبورتس رفرنس (الإنجليزية)
- دينيس شرودر على موقع سبورتس رفرنس (الإنجليزية)